# Torkilstrup Vindmølle
Torkilstrup Vindmølle eller Torkilstrup Mølle er en stubmølle syd for landsbyen Torkilstrup på Falster. Den er dateret til 1743, og er en af Danmarks få stubmøller, der stadig står på sin oprindelige plads.

## Historie
Møllen står på en bakketop syd for landsbyen, hvor der har været en kornmølle helt tilbage omkring 1650. Hans Mortensen købte den i 1726 og drev den de næste 44 år. I 1743 rev han den gamle mølle ned, og opførte den eksisterende ifølge en datomærkning på en bjælke indenfor, der har hans initialer (HMSM) samt hans kones (AMPD) Anna Margrethe Pedersdatter. Ved sin død efterlod Mortensen sig udover et ur, en himmelseng, en bibel, en tysk bønnebog og 793 rigsdaler, hvilket var et exceptionelt højt beløb for en møller på dette tidspunkt. Møllen blev anvendt frem til 1945.
Møllen blev fredet i 1959. Den blev restaureret i 1993 i forbindelse med dens 150-års jubilæum. Siden 2003 har møllen været ejet af Guldborgsund Kommune, der ligeledes stod for renoveringen.

## Beskrivelse
Den rektangulære mølle står på et kampestensfundament. Den er opført i træ beklædt med træshingler. Det bådformede tag er ligeledes dækket af shingler. Møllevingerne er omkring 18 meter lange, og designet til at være dækket af en sejl. Møllen kan roteres manuelt. I en periode var et bageri tilknyttet møllen. Møllens interiør er for en stor del bevaret, heriblandt møllestenene, en valse, si og meget andet.